# Stapfiella lucida
Stapfiella lucida - кустарник, растущий в Руанде, Бурунди, Республике Конго и Демократической Республике Конго. Относится к роду Stapfiella. Достигает 1,5-3 метра в высоту. Имеет блестящие вытянутые листья до 14 сантиметров в длину и 4-5 сантиметров в ширину на концах веток, жёлто-белые цветы и семена каштанового цвета длиной 4 мм. Черешки листьев 1-1,3 сантиметра. Относится к вымирающим видам.